# Катков, Михаил Андреевич
Михаил Андреевич Катков (1889 — 1914) — корнет лейб-гвардии Конного полка, герой Первой мировой войны.

## Биография
Родился 25 августа (6 сентября) 1889 года. Происходил из потомственных дворян Московской губернии. Сын подольского уездного предводителя дворянства Андрея Михайловича Каткова и его жены княжны Марии Владимировны Щербатовой (1864—1921). Внук известного публициста Михаила Никифоровича Каткова.
С 1903 года учился в Катковском лицее: в 1907 году окончил с золотой медалью гимназическое отделение, а в 1910 году — трёхгодичный курс университетского отделения. Был удостоен золотой медали за сочинение «Роль уездных предводителей дворянства в государственном управлении России». 
Будучи студентом, в летние месяцы плавал на военных судах: в 1908 году — на судне «Александр II», в 1909 году — на миноносце «Эмир Бухарский». По окончании лицея поступил вольноопределяющимся в лейб-гвардии Конный полк и 6 августа 1911 года был произведён в корнеты.
В Первую мировую войну вступил в составе 3-го эскадрона конногвардейцев, участвовал в походе в Восточную Пруссию. Был смертельно ранен в бою под Каушеном, тогда же был убит его младший брат Андрей, унтер-офицер. Высочайшим приказом от 18 июля 1916 года пожалован Георгиевским оружием
За то, что 6 августа 1914 года в бою под Каушеном, командуя полуэскадроном, атаковал в конном строю у действующей батареи противника прикрытие, опрокинул его и тем способствовал взятию полком двух орудий.
Вместе с братом был похоронен в склепе возле Знаменской церкви усадьбы Знаменское-Садки (в 1930-х годах церковь и склеп были уничтожены).